# Mille domande
Mille domande è un singolo del cantautore italiano Alberto Urso, pubblicato il 4 gennaio 2024.

## Descrizione
Il brano, scritto dallo stesso cantautore con Daniele Coro, Fabio Arduini e Virginio Simonelli, è prodotto da Daniele Coro.

## Brano musicale
Il brano musicale è stato pubblicato in concomitanza all'uscita del brano attraverso il canale YouTube del cantautore.

## Tracce
Testi e musiche di Alberto Urso, Daniele Coro, Fabio Arduini e Virginio Simonelli.
1. Mille domande – 3:12